# Diffusivité thermique
La diffusivité thermique est une grandeur physique qui caractérise la capacité d'un matériau à transférer la chaleur (énergie thermique) à travers ce matériau. Elle dépend de la capacité du matériau à conduire la chaleur (conductivité thermique) et de sa capacité à accumuler la chaleur (capacité thermique volumique).

## Définition
La diffusivité thermique est une grandeur intensive. Elle caractérise l'efficacité du transfert thermique par conduction.
La diffusivité thermique, exprimée en m2/s dans le Système international, est souvent désignée par les lettres grecques α ou  κ :
{\displaystyle \kappa ={\frac {\lambda }{\rho \,c_{P}}}}
où :
{\displaystyle \lambda } est la conductivité thermique du matériau (en W m−1 K−1 dans le Système international),
{\displaystyle \rho } sa masse volumique (kg/m3),
{\displaystyle c_{P}} sa capacité thermique massique à pression constante (J kg−1 K−1).
Du point de vue de la modélisation, concernant à la fois un corps homogène et un milieu immobile, obéissant à l'équation aux dérivées partielles de Fourier, cette grandeur scalaire intensive caractérise la vitesse à laquelle un front de chaleur traverse un matériau.
La diffusivité thermique peut être mesurée en utilisant la technique Laser Flash.

## Profondeur de pénétration d'un signal de température
La diffusivité thermique permet de caractériser la profondeur de pénétration (parfois profondeur de peau thermique) d'un signal de température périodique sinusoïdal imposé à la surface d'un milieu continu (ou massif) semi-infini.
C'est la profondeur à laquelle l'amplitude du signal est amortie d'un facteur e (constante d'Euler) :
{\displaystyle \delta (\omega )={\sqrt {\frac {2\kappa }{\omega }}}}
où :
δ est la profondeur de pénétration (exprimée en mètres dans le Système international),
ω la pulsation du signal périodique de température (rad/s).
Le signal sinusoïdal de température à la profondeur {\displaystyle z} dans le massif semi-infini est amorti de façon exponentielle dans cette épaisseur avec une longueur caractéristique {\displaystyle {\frac {-z}{\delta (\omega )}}} par un coefficient {\displaystyle \mathrm {exp} \left({\frac {-z}{\delta (\omega )}}\right)} et retardé avec un déphasage de {\displaystyle {\frac {z}{\delta (\omega )}}} radians.
Au-delà de deux à trois fois cette longueur caractéristique de pénétration par diffusion, presque rien ne pénètre des oscillations sinusoïdales de température.
Cette longueur de pénétration pour un matériau typique à diffusivité de 1 mm2 s−1 (ex. : argile ou terre) pour une période {\displaystyle T_{\text{p}}} est de {\displaystyle {\sqrt {T_{\text{p}}}}\times 0,564\,{\text{mm}}}, soit 17 cm pour un jour ou 3,2 m pour un an. Par conséquent, au-delà de 10 m de profondeur, les oscillations annuelles de température ne se reflètent pas. Dans la terre pleine d'humus très riche en végétaux comme la paille (mur en torchis), ce peut être trois fois moins.

## Valeurs de diffusivité de quelques matériaux
Si les mesures expérimentales de diffusivité thermique à une température initiale donnée caractérisent un flux thermique à travers une surface, sans prendre en compte la nature des mécanismes de conduction thermique, il est évident que l'expérience triviale de la perception de chaleur distingue aisément les matériaux isolants et les matériaux conducteurs. Dans un solide, la conduction thermique est assurée à la fois par les électrons mobiles de la bande de conduction et par les phonons, ou ondes d'agitation thermique. Dans le cas des métaux purs, le premier mécanisme mentionné agit presque exclusivement, alors que déjà, pour les métaux impurs ou les alliages, les deux mécanismes ont des importances comparables. La conductivité des isolants n'a évidemment recours qu'au second mécanisme. Notons que le libre parcours des phonons est déterminé par :
- les collisions sur les impuretés ou les limites de cristaux (diffusion géométrique)
- les collisions entre phonons, due à leur fonction anharmonique (diffusion des phonons par les phonons).

Seules les collisions qui modifient la direction de propagation des phonons diminuent la conductivité.
Voici quelques valeurs typiques : elles paraissent assez variables dans le bâtiment, suivant les conditions de préparation et composition des matériaux, comme le béton, la brique, le bois, la terre ou l'argile, mais restant grossièrement proches de 10−6 m2/s (entre 0,1 et 1,5 × 10−6 m2/s), si on met à l'écart les métaux (fonction de leur pureté) et les isolants usuels très légers à diffusivité bien plus grande, avec des conséquences pratiques.
Tables traduites de la page Wikipédia en allemand, voir aussi en anglais :
|                           | Masse volumique (103 kg/m3) | Capacité thermique massique (kJ kg−1 K−1) | Conductivité thermique (W m−1 K−1) | Diffusivité thermique (10−6 m2/s) |
| ------------------------- | --------------------------- | ----------------------------------------- | ---------------------------------- | --------------------------------- |
| Aluminium                 | 2,7                         | 0,888                                     | 237                                | 98,8                              |
| Plomb                     | 11,34                       | 0,129                                     | 35                                 | 23,9                              |
| Bronze                    | 8,8                         | 0,377                                     | 62                                 | 18,7                              |
| Chrome                    | 6,92                        | 0,44                                      | 91                                 | 29,9                              |
| Cr-Ni-Acier (X12CrNi18 8) | 7,8                         | 0,5                                       | 15                                 | 3,8                               |
| Fer                       | 7,86                        | 0,452                                     | 81                                 | 22,8                              |
| Or                        | 19,26                       | 0,129                                     | 316                                | 127,2                             |
| Fonte                     | 7,8                         | 0,54                                      | 42…50                              | 10…12                             |
| Acier (< 0,4 % C)         | 7,85                        | 0,465                                     | 45…55                              | 12…15                             |
| Cuivre                    | 8,93                        | 0,382                                     | 399                                | 117                               |
| Magnésium                 | 1,74                        | 1,02                                      | 156                                | 87,9                              |
| Manganèse                 | 7,42                        | 0,473                                     | 21                                 | 6                                 |
| Molybdène                 | 10,2                        | 0,251                                     | 138                                | 53,9                              |
| Sodium                    | 0,97                        | 1,22                                      | 133                                | 112                               |
| Nickel                    | 8,85                        | 0,448                                     | 91                                 | 23                                |
| Platine                   | 21,37                       | 0,133                                     | 71                                 | 25                                |
| Argent                    | 10,5                        | 0,235                                     | 427                                | 173                               |
| Titane                    | 4,5                         | 0,522                                     | 22                                 | 9,4                               |
| Tungstène                 | 19                          | 0,134                                     | 173                                | 67,9                              |
| Zinc                      | 7,1                         | 0,387                                     | 121                                | 44                                |
| Étain, blanc              | 7,29                        | 0,225                                     | 67                                 | 40,8                              |
| Silicium                  | 2,33                        | 0,700                                     | 148                                | 87                                |

|                                         | Masse volumique (ρ) (103 kg/m3) | Chaleur spécifique ({\displaystyle c_{p}}) (kJ/(kg⋅K)) | Conductivité thermique (λ) (W/(m⋅K)) | Diffusivité thermique (a) (10−6 m2/s) |
| --------------------------------------- | ------------------------------- | ------------------------------------------------------ | ------------------------------------ | ------------------------------------- |
| Polyméthacrylate de méthyle (Plexiglas) | 1,18                            | 1,44                                                   | 0,184                                | 0,108                                 |
| Asphalte                                | 2,12                            | 0,92                                                   | 0,70                                 | 0,36                                  |
| Béton                                   | 2,4                             | 0,88                                                   | 1,1                                  | 0,54                                  |
| Glace (0 °C)                            | 0,917                           | 2,04                                                   | 2,25                                 | 1,203                                 |
| Humus (grossier)                        | 2,04                            | 1,84                                                   | 0,52                                 | 0,14                                  |
| Sol sableux (sec)                       | 1,65                            | 0,80                                                   | 0,27                                 | 0,20                                  |
| Sol sableux (humide)                    | 1,75                            | 1,00                                                   | 0,58                                 | 0,33                                  |
| Argile                                  | 1,45                            | 0,88                                                   | 1,28                                 | 1,00                                  |
| Verre à vitre                           | 2,48                            | 0,70                                                   | 0,87                                 | 0,50                                  |
| Verre à miroir                          | 2,70                            | 0,80                                                   | 0,76                                 | 0,35                                  |
| Verre de quartz                         | 2,21                            | 0,73                                                   | 1,40                                 | 0,87                                  |
| Laine de verre                          | 0,12                            | 0,66                                                   | 0,046                                | 0,58                                  |
| Gypse                                   | 2,2 bis 2,4                     | 1,09                                                   | 0,51                                 | 0,203                                 |
| Granit                                  | 2,75                            | 0,89                                                   | 2,9                                  | 1,18                                  |
| Graphite                                | 2,25                            | 0,709                                                  | 119…165                              | 74…103                                |
| Liège (matériau)                        | 0,19                            | 1,88                                                   | 0,041                                | 0,115                                 |
| Marbre                                  | 2,6                             | 0,80                                                   | 2,8                                  | 1,35                                  |
| Mortier                                 | 1,9                             | 0,80                                                   | 0,93                                 | 0,61                                  |
| Papier                                  | 0,7                             | 1,20                                                   | 0,12                                 | 0,14                                  |
| Polyéthylène                            | 0,92                            | 2,30                                                   | 0,35                                 | 0,17                                  |
| Polytétrafluoroéthylène                 | 2,20                            | 1,04                                                   | 0,23                                 | 0,10                                  |
| Polychlorure de vinyle                  | 1,38                            | 0,96                                                   | 0,15                                 | 0,11                                  |
| Porcelaine (95 °C)                      | 2,40                            | 1,08                                                   | 1,03                                 | 0,40                                  |
| Soufre                                  | 1,96                            | 0,71                                                   | 0,269                                | 0,193                                 |
| Charbon                                 | 1,35                            | 1,26                                                   | 0,26                                 | 0,15                                  |
| Sapin (radial)                          | 0,415                           | 2,72                                                   | 0,14                                 | 0,12                                  |
| Crépi                                   | 1,69                            | 0,80                                                   | 0,79                                 | 0,58                                  |
| Brique                                  | 1,6…1,8                         | 0,84                                                   | 0,38…0,52                            | 0,28…0,34                             |
| Air                                     | 0,0013                          | 1,01                                                   | 0,026                                | 20                                    |